# Данов, Александр Васильевич
Александр Васильевич Да́нов (23 декабря 1902  [5 января 1903], Екатеринодар — 9 сентября 1967, СССР) — советский учёный-геолог, профессор.

## Биография
Родился 5 января 1903 года в городе Екатеринодар, Кубанская область
В 1926 году окончил Горный факультет Донского политехнического института в городе Новочеркасск.
Работал в Донском Политехническом институте, затем во Всесоюзном Геологическом Комитете (Ленинград).
С 1929 года — старший геолог, эксперт-геолог по Средней Азии Института неметаллических полезных ископаемых ГГРУ НКТП СССР.
С 1935 года — старший геолог ЦНИГРИ. В 1937—1941 годах — научный руководитель группы геохимии нефти и серы СОПС АН СССР.
В 1941—1945 годах — зав. сектором геологии, директор института геологии Туркменского филиала АН СССР. (Ашхабад, в эвакуации); член Президиума Туркменского филиала АН СССР.
9 сентября 1944 года Данову А. В. присуждена учёная степень доктора геолого-минералогических наук.
28 января 1950 года утверждён в учёном звании профессора.
1944—1954 — руководитель сектора Ср. Азии-Туркмении ВНИГРИ (Ленинград).
Совместно с другими руководителями и учеными занимался проведением широкомасштабных геологоразведочных работ на территории Западного Туркменистана, которое увенчалось открытием нефтяного месторождения Кум-Даг (1948) и глубоких залежей на Челекенском нефтяном месторождении (1952), возродивших этот нефтегазоносный район. За открытие месторождения Кум-Даг присуждена Сталинская премия (1951).
С 1954 года — профессор-руководитель регионального отдела Ср. Азии, руководитель Лаборатории в ВНИГНИ.
Один из первых учёных ВНИГНИ, появившихся в Средней Азии, который с небольшой группой сотрудников проводил маршрутные исследования в Западных и Центральных частях Запада Средней Азии с целью оценки перспектив нефтеносности мезо-кайнозойских отложений.
Александр Васильевич был влюблен в горные и пустынные ландшафты Средней Азии. С неизменной трубкой в зубах и с охотничьим ружьем за плечами, он прошел многими маршрутами, которыми редко кто ходил. Обошел и детально изучил горы Большой и Малый Балханы и так проникся любовью к этой природе, что завещал похоронить его на Большом Балхане, что и было сделано после его смерти. Его прах покоится на одном из уступов Большого Балхана".
В 1958 году создал и возглавил во ВНИИГАЗе Лабораторию формирования газовых месторождений. Занимался проведением региональных геологических исследований, включающих изучение палеонтологии, литологии и стратиграфии горных пород Северного Кавказа, Украины, Поволжья и Южного Приуралья, Средней Азии и Казахстана. При его участии были заложены основы региональной стратиграфии Предкавказья и Прикаспия.
Скончался 9 сентября 1967 года в г. Ашхабаде, похоронен недалеко от города Небит-Даг на западе Туркменской ССР, на одном из уступов горы Большой Балхан[уточнить].

## Семья
- Первая жена — Ольга Вацлавовна в девичестве Кестнер[3]
  - сын — Ростислав (1941—1993), советский натуралист, профессиональный змеелов, художник-анималист.
- Вторая жена — Алла Ивановна Поливанова, (1917—1996), кандидат геолого-минералогических наук[4]
  - сын — Ярослав, член Союза писателей[4], в РПЦ под именем Иоанн[5][6][7].

## Награды и звания
- орден «Знак Почёта» (1944),
- медаль «За оборону Кавказа» (1945)
- медаль «За доблестный труд в Великой Отечественной войне 1941—1945 гг.» (1945).
- заслуженный деятель науки ТССР (1945)
- Сталинская премия третьей степени (1951) — за открытие и освоение нового нефтяного месторождения Кум-Даг в Западном Туркменистане.

## Публикации
Автор более чем 180 научных трудов.
- Данов А. В. Об условиях образования месторождений серы в средней Азии. ОНТИ, 1936.
- Данов А. В. Геологические исследования в районе Каракумского серного месторождения. 1931